# NGC 4893
NGC 4893 is een spiraalvormig sterrenstelsel in het sterrenbeeld Jachthonden. Het hemelobject werd op 24 april 1865 ontdekt door de Duits-Deense astronoom Heinrich Louis d'Arrest.

## Synoniemen
- IC 4015
- ZWG 189.10
- UGC 8111
- VV 222
- MCG 6-29-8
- NPM1G +37.0379
- PGC 44690